# Journey to Jah
Journey to Jah è il secondo album del cantante raggae tedesco Gentleman, completamente cantato in inglese.

## Tracce
| #  | Titolo               | Produttore\i | Collaboratore\i         | Durata |
| -- | -------------------- | ------------ | ----------------------- | ------ |
| 1  | Dem Gone             |              |                         | 4:03   |
| 2  | Ina Different Time   |              | Jahmali & Daddy Rings   | 3:51   |
| 3  | Runaway              |              |                         | 3:41   |
| 4  | Man A Rise           |              | Bounty Killer           | 3:32   |
| 5  | Love Chant           |              |                         | 3:43   |
| 6  | See Dem Coming       |              |                         | 3:52   |
| 7  | Man Of My Own        |              | Morgan Heritage         | 3:52   |
| 8  | Leave Us Alone       |              |                         | 3:27   |
| 9  | Long Face            |              |                         | 3:55   |
| 10 | Younger Generation   |              | Luciano & Mikey General | 4:47   |
| 11 | Dangerzone           |              | Junior Kelly            | 4:10   |
| 12 | Empress              |              |                         | 4:10   |
| 13 | Fire Ago Bun Dem     |              | Capleton                | 3:58   |
| 14 | Jah Ina Yuh Life     |              |                         | 3:47   |
| 15 | Children Of Tomorrow |              | Jack Radics             | 4:44   |